# Hartwig Weidemann
Hartwig Weidemann (* 24. Juni 1921 in Kiel; † 16. Februar 2009 in Hamburg) war ein deutscher Meteorologe, Meereskundler und Ozeanograph.
Er  wirkte in seiner beruflichen Laufbahn  vornehmlich  als Direktor und Professor, Sachgebiets-, Referats- und stellvertretender Leiter der Abteilung Meereskunde  im Deutschen Hydrographischen Institut von 1954 bis zu seinem Ruhestand Ende 1984.  Zudem  arbeitete  Weidemann als Ordentliches  Mitglied  der  Deutschen Wissenschaftlichen Kommission für Meeresforschung auf seinem Fachgebiet der Ozeanographie  mit.

## Leben
Nach dem Abitur im Jahre 1939 an der Hebbelschule in Kiel erhielt Weidemann einen Ausbildungsplatz zum Meteorologen beim Reichswetterdienst. Anfang August 1939 wurde er zur Luftwaffe der Wehrmacht eingezogen und den Ausbruch des Zweiten Weltkrieges erlebte er an Bord des Linienschiffes Schlesien, das am Angriff auf die polnische Halbinsel Hela beteiligt war.
Von Mai 1940 bis April 1942 studierte  Weidemann an der Berliner Universität, wo er Vorlesungen des Meteorologen  Hans Ertel hörte. Nach erfolgreichem Abschluss des kriegsbedingt verkürztem Studiums  folgten  Tätigkeiten in Wetterwarten.  Ab 1943  wurde Weidemann als Marinemeteorologe eingesetzt, darunter  auf  deutschen U-Booten im Nordatlantik und Kreuzern der Kriegsmarine. Noch im Februar 1945 wurde der junge Meteorologe  vom Greifswalder Marineobservatorium, Arndtstraße 37, nach Norwegen abkommandiert. Nach Kriegsende  wurde Weidemann vor der norwegischen Küste im Deutschen Minenräumdienst eingesetzt. Dort traf er seinen älteren (Halb-)Bruder wieder, der als deutscher Marineoffizier ein Minensuchboot befehligte.
Weidemann konnte 1946 nach Kiel zurückkehren und nahm  im Wintersemester 1946/47 an der Christian-Albrechts-Universität zu Kiel ein Physikstudium auf. Zu seinen Hochschullehrern gehörte der Direktor des neu gegründeten Instituts für Angewandte Physik, Werner Kroebel. Weidemann wechselte innerhalb der Kieler Universität  und studierte am Institut für Meereskunde weiter. Er beendete das Meereskundestudium  mit der bei Georg Wüst geschriebenen Dissertation „Über unperiodische und periodische Vorgänge beim Wasseraustausch der Beltsee: auf Grund eigener Messungen an Bord des Feuerschiffes Fehmarnbelt vom 9. August bis 5. September 1947 und vom 20. Februar bis 18. März 1948“. Bei dem Ozeanographen Wüst blieb Weidemann bis 1954 auf einer Assistentenstelle beschäftigt, die mit Lehrtätigkeit verbunden war.
Im Anschluss befasste sich Weidemann als wissenschaftlicher Mitarbeiter im Deutschen Hydrographischen Instituts (DHI) vor allem mit der Entwicklung von Messgeräten für die Abteilung Meereskunde. Er gilt als einer der Hauptverantwortlichen für den Nachkriegsbau des am 8. Februar 1964 in Bremerhaven getauften Forschungsschiffs Meteor, welches das Deutsche Hydrographische Institut und die Deutsche Forschungsgemeinschaft bis zu seiner Außerdienststellung 1985 partnerschaftlich nutzten.

## Privates

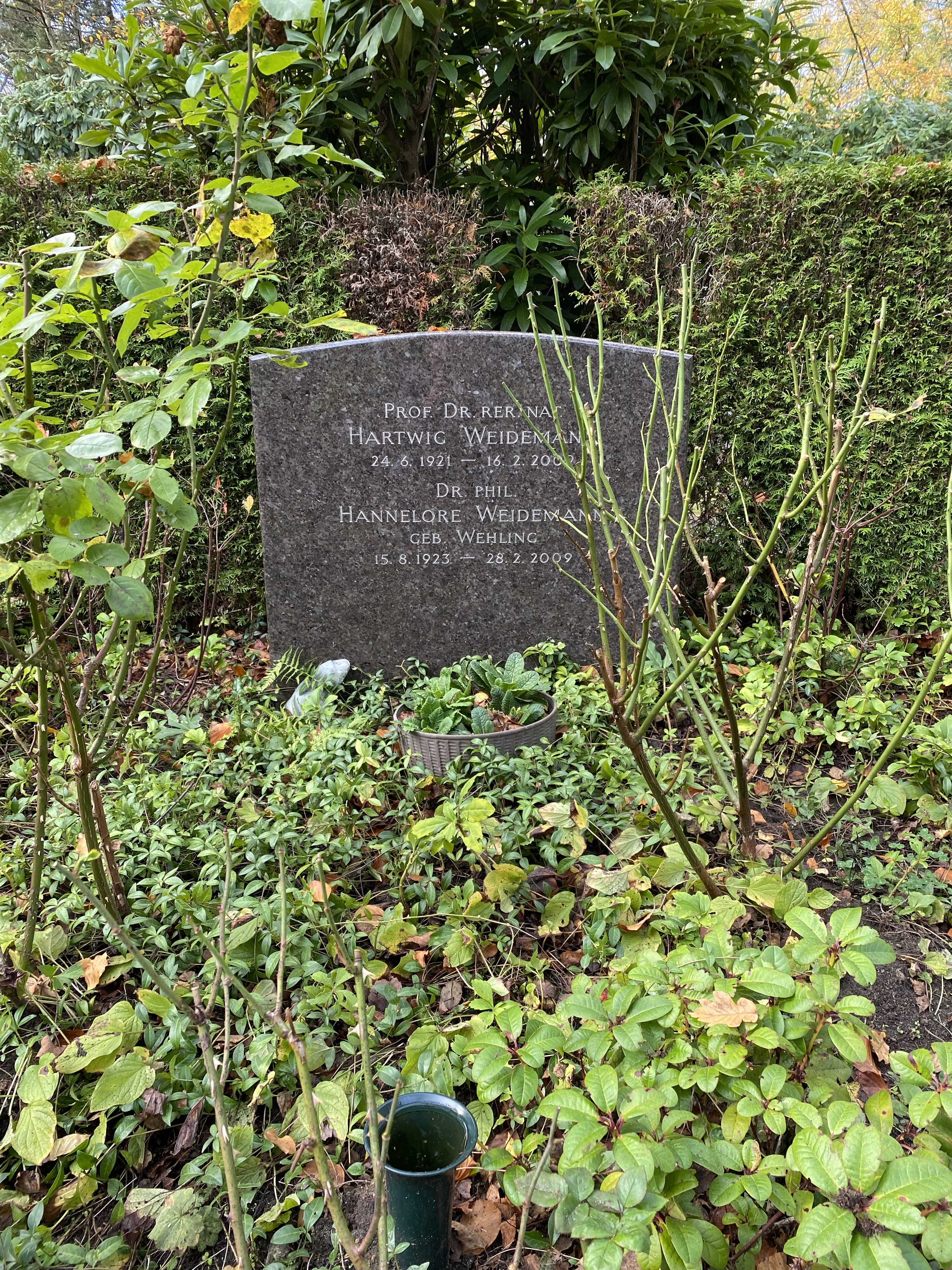
Grabstätte

Hartwig war der zweite von drei Brüdern. Seine Eltern übten beide  den Lehrerberuf aus. Der um drei Jahre  jüngere Bruder, Volker Weidemann (1924–2012), war Astrophysiker an der Kieler Universität. Ihr Vater gründete das ehemalige  Schullandheim der Stadt Kiel im ehemaligen Herrenhaus des Ostseebades Schönhagen. Ab 1928 wurde das Schloss mit Unterbrechungen von der Kieler „Gesellschaft zur Förderung der Hebbelschule“ genutzt und später von der Stadt Kiel als Schullandheim. Hartwigs und Volkers Onkel war Magnus Weidemann (1880–1967), Pfarrer, Maler, Schriftsteller und Graphiker.
Hartwig Weidemann war  mit der Historikerin Hannelore Weidemann, geb. Wehling (1923–2009), seit 1949 verheiratet. Aus der Ehe gingen drei Töchter hervor. Seine jüngste Tochter Heidrun („Heidi“) (* 1963) ist Autorin von Meine Reise von Jena nach Jerusalem: Reisebericht – Tagebuch. Die Eheleute wurden auf dem Friedhof Groß Flottbek beigesetzt.

## Schriften (Auswahl)
- Über unperiodische und periodische Vorgänge beim Wasseraustausch der Beltsee <auf Grund eigener Messungen an Bord des Feuerschiffes "Fehmarnbelt" vom 9. August bis 5. September 1947 und vom 20. Februar bis 18. März 1948> (Dissertation), Kiel, 1948
- Untersuchungen über periodische und unperiodische hydrographische Vorgänge in der Beltsee. Kieler Meeresforschung, Bd. 7 (1950), S. 70–86
- The ICES Diffusion Experiment RHENO 1965. Rapports et Procès-Verbaux, Vol. 163 (1973). Copenhagen: International Council of Exploration of the Sea.
- Günther Böhnecke 5 September 1896 – 12 April 1981. In: "J. Cons. int. Explor. Mer" (1984) Bd. 41 (3): 209–210
- Der lange Weg zur Expedition und Die Ahnengalerie der Meteore. In Forschungsschiff Meteor 1964 - 1985; Hrsg.: Deutsche Forschungsgemeinschaft/Deutsches Hydrographisches Institut (Selbstverlag); Hamburg, 1985, S. 13 bis 24 und S. 25 bis 28
- Kangerlussuaq (Westgrönland): Hydrographische Untersuchungen der internationalen Grönlandexpedition EGIG 1959: VFS "GAUSS" 2. – 16. August 1959 zusammen mit Detlev Machoczek und Herbert Lüthje; Verlag: Bundesamt für Seeschifffahrt und Hydrographie, Hamburg, 1990